# Кербутівський (Новомлинський) монастир
Кербутівський (Новомлинський) монастир — православний жіночий монастир, знаходився у с. Кербутівка на лівому березі річки Сейм, між сучасними с. Нові Млини та с. Кербутівка Борзнянського району Чернігівської області. Інші назви монастиря - Батуринський, Воздвиженський, Бобриківський, Успенський. Монастир було секуляризовано у 1786 р., однак він проіснував до 1827 р. Монастирські споруди до нашого часу не збереглися.

## Історія
Вірогідно, був заснований ще у першій половині XVII ст. як чоловічий монастир, невдовзі — у 1648 р. став жіночим, коли монахині Крупицького Батуринського монастиря переїхали до новоствореного Успенського Кербутівського (Новомлинського). В універсалі гетьмана Богдана Хмельницького 3 травня 1650 р. монастиреві були надані землі біля с. Нові Млини.
В грамоті монастирю 1784 р. засновником зазначено Богдана Хмельницького, який буцімто віддав ченцям землі, що залишилися після смерті шляхтича Криштофа Силича.
Як зазначала намісниця монастиря у листі від 20 вересня 1761 р., церкви та всі прицерковні будівлі згоріли. Лише частина Успенського храму залишилась неушкодженою. Після пожежі Успенський храм було відбудовано.
Кербутівський монастир підпорядковувався Крупицько-Батуринському монастирю. За грамотою 1784 р згадуються два храми — Воздвиженський та Успенський.
Монастирю належали землі і піддані у с. Пальчики та с. Атюша. Крім того, монастир володів 4 млинами та переправою через р. Сейм у Батурині.
1786 монастир секуляризовано, однак він проіснував до 1826 р., коли монахині перебралися до Гамаліївського монастиря. Тоді ж усі цегляні будівлі монастиря було розібрано та перевезено до Гамаліївської обителі, де з них було збудовано чернечі келії.
За словами місцевих жителів у XIX ст. на місці монастиря ще існувала келія, в якій служив монах Крупицького монастиря.

## Настоятельниці монастиря

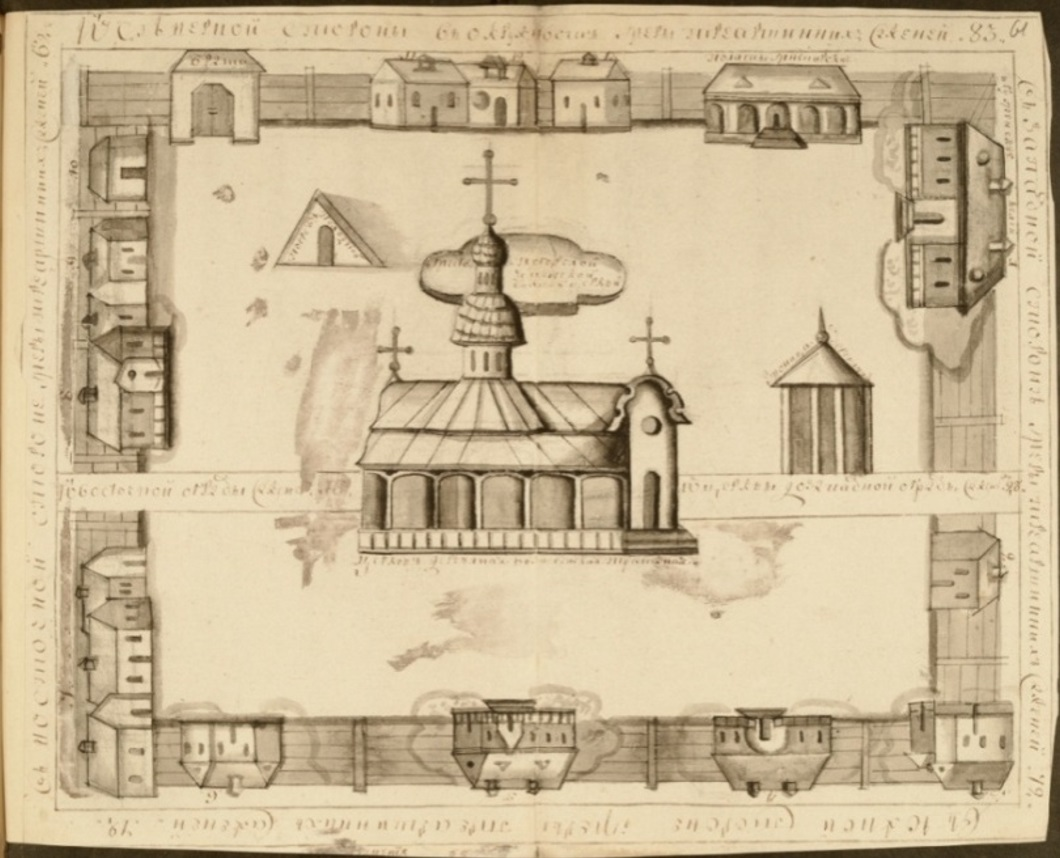
План Успенського Кербутівського (Новомлинського) монастиря (до 1771)

Відомі основні настоятельниці монастиря:
1. Ігуменя Євгенія Хлевинська (? — 1652—1674 — ?). У 1674 році вона була в Москві та отримала царську грамоту на монастирські землі.
2. Ігуменя Анастасія, відома (? — 1684 — ?).
3. Ігуменя Трофімія (? — 1690 — ?). У царській грамоті 1674 р. за монастирем затверджувалися володіння — серед іншого це була переправа на р. Сейм під Батурином, с. Пальчики, млин на греблю батуринську на р. Сейм «на три кола мучних та четверте ступне колесо» при млину, який належав шляхтичу Силічу. Ймовірно, це був тогочасний чернігівський полковник Іоанникій Силіч — нащадок Криштофа Силича. За грамотою монастирю також надавалися землі, сінокоси, ліси, болота, озера та ін.
4. Ігуменя Інокентія (відома за Єлецьким синодиком).
5. Ігуменя Анісія Чуйкевич. У 1731 та 1736 р. отримала універсали на володіння монастиря.
6. Олимпіада Маковська. Була ігуменю з вересня 1737 р. — до листопада 1740 р., коли пішла за власним бажанням. На її місце знову приходить Анісія Чуйкевичевна. Однак вона була дуже сувора, на неї багато скаржилися і тому її зняли з цієї посади.
7. Ігуменя Марія Магдалина Будеровна. Займала посаду з вересня 1746 р. Наступного року вона конфліктувала із священиком села Кербутівка, який відмовився підлягати монастиреві. У скарзі вона зазначала, що у селі Кербутівка ніколи не було церкви і що саме село виникло поруч із жіночим монастирем, заснованому 1658 р. Довгі роки селяни селилися поруч з монастирем на монастирській землі — і відповідно й Кербутівська церква належить монастиреві. Служба у церкві з'явилася лише із необхідністю вести церковну метрику.
8. Ігуменя Євтихія (лютий 1751 — грудень 1753 р.). В грудні 1753 р. вона доносила, що в Новомлинському монастирі гроші майже не збираються, хіба що на свята Успенії Богоматері й Вознесіння Господнего і то лише один або два рубля та торгівля вина теж прибутків не приносить.
9. Ігуменя Олена — колишня майорша Барондежатисова (з лютого 1754 — до 1758 р.). Вписала свій рід до Синодику чернігівської кафедри в 1756 р. За її проханням їй була видана книга та архіпастирська грамота, яка дозволяла просити кошти на ремонт монастирського храму. Померла у листопаді 1758 р. Після неї недовго монастирем керувала колишня намісниця Євтихія.
10. Ігуменя Магдаліна Корсаківна. Перейшла в обитель у 1767 році та просила дозвіл вирушити до Білгорода за пожертвами на відбудову монастиря, що згорів.
11. Ігуменя Віра — згадується в декретах Батуринського суду 1770 і 1771 років. Була переведена до Макошинського монастиря.
12. Ігуменя Серафима. За неї у 1777 р. був перебудований храм обителі.
13. Ігуменя Феодора (з 1782 р.). За неї монастир був секуляризований. На той час в монастирі був, окрім храму Успенського, ще й трапезний храм Вознесіння Господнього. У 1785 р. вона подала відомість про власність храму. Володіння монастиря за цією відомістю були наступними: «дер. Кербутовка и вь ней 156 д.м. луга на 260 косарей в день, 4 озера, роща в Пальчикахь 88 д.м. и пахатное поле на 64 дня, в Атюшь пахати на 106 дней и 159 д.м. в Чепліевкь льсь, в Миченкахь пахать на 127 дней, сьнокось на 80 косарей, 16 д.м. в разных местахь з мельницы сь винницею при нихь 28д.м.» . Монастир займався риболовлею — у річці та озерах ловилися лини, плотва, соми, щука і карасі. Але не для продажу, а суто для харчування монашок.
14. Ігуменя Александра — залишилась після секуляризації монастиря. Певний час Кербутівський монастир ще належав до монастирів так званого «третього класу». Цікаво, що тут проживали колишні монастирські ігумені — Віра та Серафима.
15. Остання відомі ігумені — це Маргарита та Домініана. За Домініани у 1827 р. монахині усі були переведені до Гамалієвського монастиря, де займалися відновленням пошкодженого у 1795 р. монастиря [19, с.160].

## Архітектурні пам'ятки
- Воздвиженська церква (розібрана, не збереглася);
- Успенська церква (розібрана, не збереглася).

## Галерея

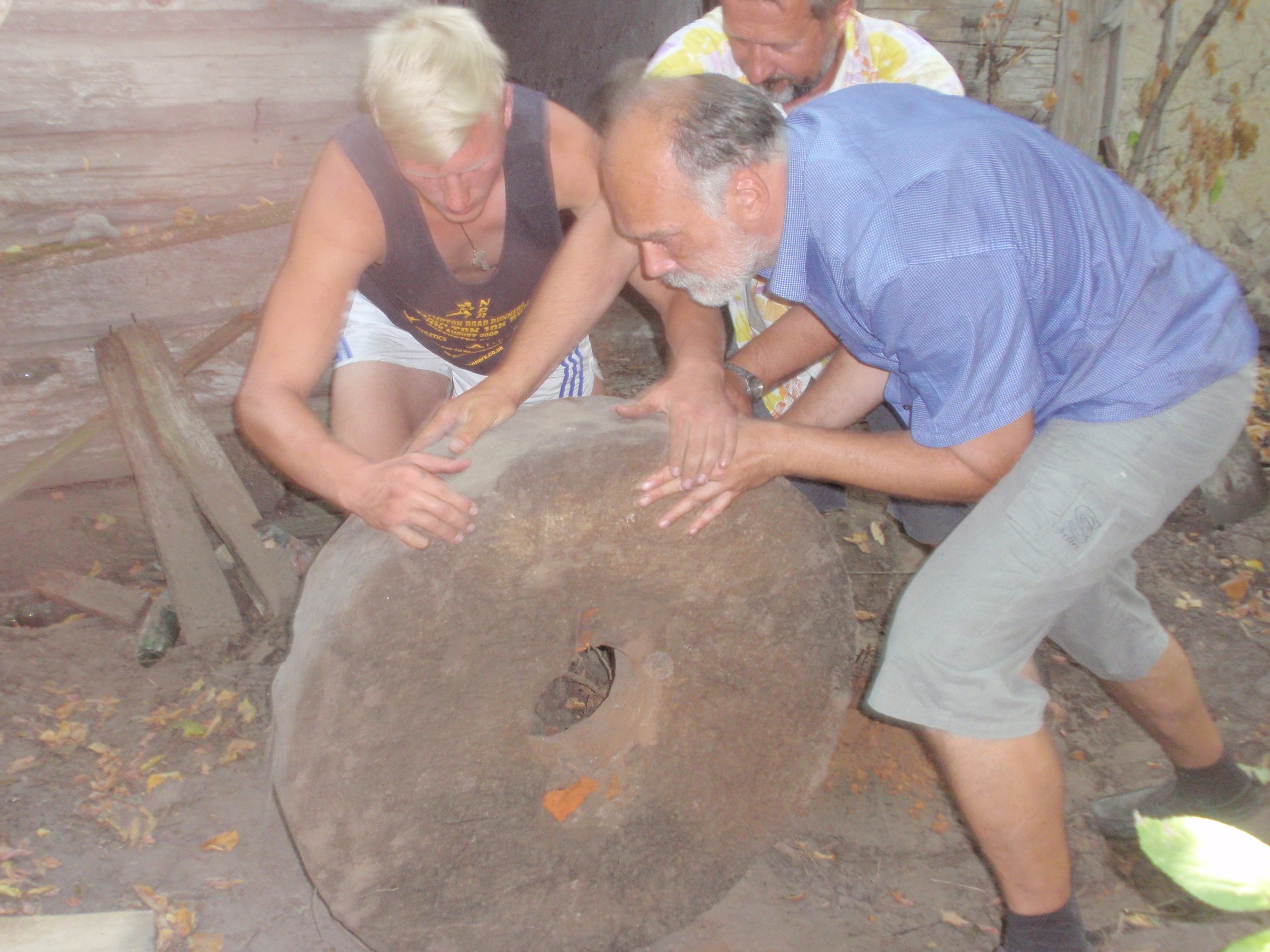
Знайдене жорно

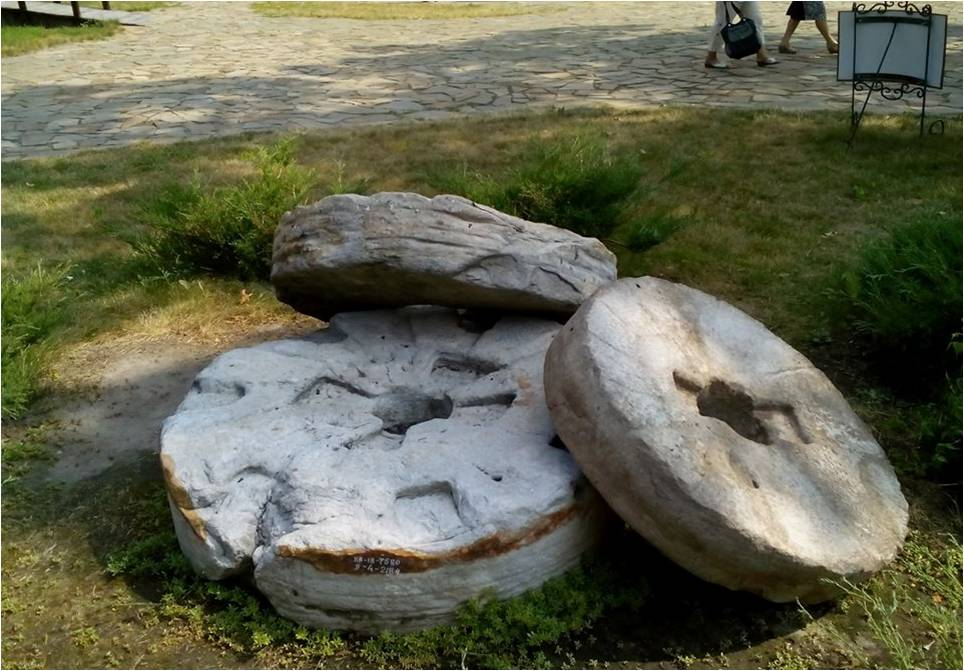
Монастирське жорно в експозиції Батуринського історичного заповідника

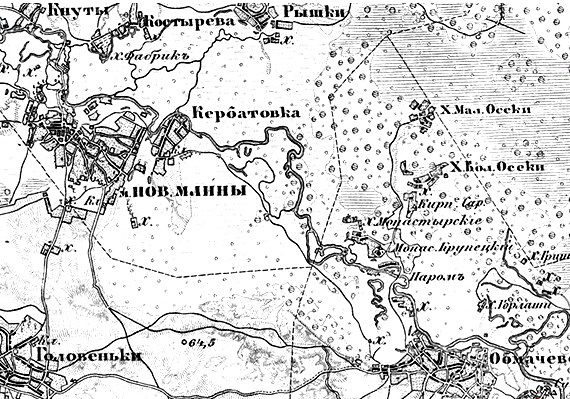
Карта Кербутівки та Нових Млинів XVII ст.